# Groot Schoor
Het Groot Schoor is een natuurgebied nabij de Antwerpse plaats Bornem.
Deze oorspronkelijke Scheldepolder van 23 ha, omsloten door de Spierbroekpolder en de Vitsdam, werd in het kader van het Sigmaplan ontpolderd en omgezet in een zoetwatergetijdengebied. Hetzelfde is gebeurd met de nabijgelegen Stort van het Buitenland (7,7 ha). Het gebied maakt deel uit van Nationaal Park Scheldevallei en van Natura 2000-gebied Schelde en Durme-estuarium van de Nederlandse grens tot Gent.

De rietvegetatie gaat geleidelijk over in een wilgenvloedbos.